# Västergarns församling
Västergarns församling var en församling i Visby stift och i Gotlands kommun i Gotlands län. Församlingen uppgick 2012 i Sanda, Västergarn och Mästerby församling. 

## Administrativ historik
Församlingen har medeltida ursprung. 
Församlingen utgjorde under medeltiden ett eget pastorat för att därefter till 2002 vara annexförsamling i pastoratet Sanda, Västergarn och Mästerby som 1962 utökades med Hejde församling och Väte församling. Från 2002 till 2012 var församlingen annexförsamling i pastoratet Klinte, Eksta, Fröjel, Hejde, Mästerby, Sanda, Sproge, Västergarn och Väte.
Församlingen uppgick 2012 i Sanda, Västergarn och Mästerby församling.

## Kyrkor
- Västergarns kyrka